# Gilliesia
Gilliesia — рід рослин родини амарилісових (Amaryllidaceae). Рід походить з Чилі та Аргентини. Названий на честь Джона Ґілліса.

## Види
Станом на  серпень 2024, Plants of the World Online вважають прийнятими такі види:
- Gilliesia atropurpurea (Phil.) M.F.Fay & Christenh.– центральна частина Чилі
- Gilliesia attenuata (Ravenna) MFFay & Christenh. – від центральної частини Чилі до Аргентини ( провінція Неукен )
- Gilliesia brevicoalita (Ravenna)MFFay & Christenh. – Чилі ( регіон Мауле )
- Gilliesia curacavina (Ravenna) MFFay & Christenh. – Чилі ( Столичний регіон Сантьяго )
- Gilliesia curicana Ravenna – Чилі (регіон Мауле)
- Gilliesia cuspidata (Harv. ex Baker) M.F.Fay & Christenh. – Чилі ( регіон Кокімбо )
- Gilliesia dimera Ravenna – Чилі (регіон Мауле)
- Gilliesia graminea Lindl.– центральна частина Чилі, Аргентина ( провінція Мендоса )
- Gilliesia isopetala Ravenna – Чилі ( регіон О'Гіґґінс)
- Gilliesia miersioides (Phil.) M.F.Fay & Christenh. – центральна частина Чилі
- Gilliesia monophylla Reiche – Чилі (регіони від Мауле до Біобіо )
- Gilliesia montana Poepp. & Endl. – Чилі (регіони від Мауле до Ла-Арауканія ) [2]
- Gilliesia nahuelbutae Ravenna – Чилі (регіон Biobío)